# Petty Booka
Petty Booka（ペティブーカ）は、日本の女性ポップ・デュオ。1995年にインディーズでデビューし、1997年にメジャーに進出した。プロデューサーは麻田浩。

## メンバー
- アサノサトミ（初代Petty）- 元Flamenco A Go Go、1999年Petty Booka脱退
- ススキダユウカ（初代Booka）- 元Flamenco A Go Go
- 森山奈歩（2代目Petty）- 1999年加入 2022年復活
- 池勝麻衣子（2代目Booka）- 元キャンディ・アイスラッガー
- 橋本美香（3代目Petty）- THE DUET・元制服向上委員会（SKiファミリー）- 2008年より
- 松尾真冬（3代目Booka）- THE DUET・元制服向上委員会（SKiファミリー）- 2008年より
- 木田沙織（4代目Booka）- THE DUET（SKiファミリー）- 2008年7月より
- sachiko（5代目Petty）- 2011年より
- CHiKA（5代目Booka）- 2011年より

## 来歴
1995年にインディーズでデビューした。当初はハワイとテキサス出身の各ペアがいる設定だった。1997年、アルバム『Hawaiian Pure Heart-ハワイの純真-』でメジャーに進出。ウクレレを持ったハワイアンやカントリーのスタイルで、洋邦のロックやポップスの曲をカバーした。マーティン・デニーが参加した『BLUE LAGOON～ペティブーカの青い体験～』、『Dancing with Petty Booka -ペティ・ブーカと踊ろう!』は傑作アルバムとされる。ライブも精力的にこなし、2002年からアメリカの音楽フェスティバル、SXSW（サウス・バイ・サウスウエスト）に3年連続で出演。2003～2005年には全米ツアーも行った。
森山奈歩の結婚後は活動休止状態だったが、2008年よりSKiファミリーでTHE DUETとして活動している橋本美香・松尾真冬が4代目Petty Bookaとして、自身の活動と並行して活動を開始。3月にはSXSWに出演したほか、Japan Nite US tour 2008と題し全米ツアーも行った。7月からはTHE DUETのメンバーチェンジに伴い、Bookaが木田沙織に交代した。
2011年8月、湘南を中心にそれぞれソロで活動しつつ二人でsatchicaというユニットでも活動するsachikoとCHiKAが5代目Petty Bookaを襲名しウクレレピクニック(横浜赤レンガ倉庫)で初ステージ。
2018年8月3日、下北沢ラ・カーニャで初代Petty Bookaの2人が復活ライブ「We love Petty Booka!」を開催した。
2018年8月31日、9月1日には台湾公演「Aloha, Taiwan!~  We are Petty Booka from Tokyo.」が行われる。
2019年6月16日、初代Petty Bookaの2人がInterFM897 NO-FO-FON TIME （サザンオールスターズの関口和之のラジオ番組）に出演しカタコトだったデビュー当時とは違い、流暢な日本語でトークを繰り広げ「月の夜は」の演奏を披露した。
2019年6月22日、下北沢ラ・カーニャで初代Petty BookaがPetty Booka with Peppermint  Starsでワンマンライブを開催した。ハワイとテキサスのPetty Bookaが登場。スペシャルゲストで麻田浩が登場。
2019年9月16日、渋谷バッキーで初代petty bookaがハワイアンを中心にワンマンライブを開催した。今井忍（G）、金田栄一（S・G）がバックを務めた。
2019年10月27日、銀座ロッキートップで初代Petty BookaがPetty Booka with TOKYO SUPER PICKERS（原さとし（Bj）、竹内信次（Mand）、茂泉次郎（Fiddle）、南大助（Ba）、手塚ようすけ（G））でブルーグラス編成のワンマンライブを開催した。
2019年11月9日、上海VASでジェイク・シマブクロの2019中国ツアーにてオープニングアクトとして出演した。
2020年12月16日、下北沢ラ・カーニャで初代Petty Bookaがクリスマスライブを開催した。世界にオンライン配信も行った。
2022年3月18日（米国時刻）、SXSW 2022 JAPAN NITEにペティ（2代目）ブーカ（初代）が出演しオンライン配信を行った。
2022年7月3日、MASH RECORDSで2代目ペティ（2代目）復活祭としてペティブーカ祭を開催した。Petty Booka with Peppermint  Stars　麻田浩　オオサキゲンタとTHE LET'S GO’Sが出演。DJはコモエスタ八重樫が登場。フジヤマママではTHE LET'S GO'Sがペティブーカの衣装を着用しダンサーとして全うした。
2022年8月6日、下北沢ラ・カーニャにてPetty Bookaハワイアンのアルバム全部パーカッションで参加したアンさんを偲んで当時のレコーディングメンバーが揃ってーアンさん命日前夜祭ーを開催した。
ゲストに高田蓮が登場
今井忍（G）、オオサキゲンタ（S・G）、岡嶋文（B）がバックを務めた。
2022年9月9日、麻田浩プロデュース、ロックじゃなくてビル・モンロー(ブルーグラス)を聴こう!が横浜THUMBS UPにて開催した。
Petty Booka、ブルーグラス☆ポリス、Windsが出演。久々にブルーグラスバージョンでのライブを行った。

※活動が活発になってきたことから以下はワンマンライブ及びフェス出演のみ掲載
現在、2代目Petty、初代Bookaで活動していることから別の代が出演した時も掲載
2022年12月18日、青梅アトリエよぎにてPetty Booka  with 四人いるクリスマスパーティを開催。
ゲストに麻田ハンク浩（麻田浩）が登場。
2023年4月29日、29日、稲荷山公園にて17年ぶりに開催したハイドパーク・ミュージック・フェスティバルに出演。
2023年7月15日、国立の織田島酒店x 大陸バー彦六にて、ペティブーカとウクレレパーティ！ With いけかつまいこ and 店主織田島が開催された。
ゲストに2代目Bookaのいけかつまいこ（池勝麻衣子）が登場

## ディスコグラフィー

### アルバム
- Toconut's Hawaii（1995年7月、BENTEN）
- FUJIYAMA MAMA（1996年5月、BENTEN）
- Christmas Everywhere（1996年、BENTEN）
- Hawaiian Pure Heart-ハワイの純真-（1997年6月、シスターレコード=日本クラウン）
- SWEET HEART OF THE RADIO-ラジオの恋人-（1997年11月、シスターレコード=日本クラウン）
- BLUE LAGOON～ペティブーカの青い体験～（1998年6月、シスターレコード=日本クラウン）
- Dancing with Petty Booka -ペティ・ブーカと踊ろう!（1999年2月、シスターレコード=日本クラウン）※収録曲「Bla Bla Bla Cha Cha Cha」がカンパリ(イタリア)2009年CMソングとして採用
- UKULELE LADY（1999年7月、BENTEN）
- Summer Breeze（2000年6月、シスターレコード=日本クラウン）　※ベスト・アルバム
- Singin' in the Rain＊雨に唄えば＊（2001年5月、BENTEN）
- TOKYO Bluegrass Honeys（2008年7月、BENTEN）

### シングル
- 白い色は恋人の色（1997年6月25日、シスターレコード=日本クラウン、ベッツィ&クリスのカバー。原曲は「白い色は恋人の色」参照）
- ロックリバーへ（1997年7月24日、シスターレコード=日本クラウン、大杉久美子のカバー。原曲は「あらいぐまラスカル#主題歌」参照）
- フジヤマ・ママ（1997年10月22日、シスターレコード=日本クラウン、アニスティーン・アレン（英語版）、ワンダ・ジャクソン（英語版）のカバー）

以上のほか、アナログ盤やアメリカで発売された編集盤などがある。